# Níssiros

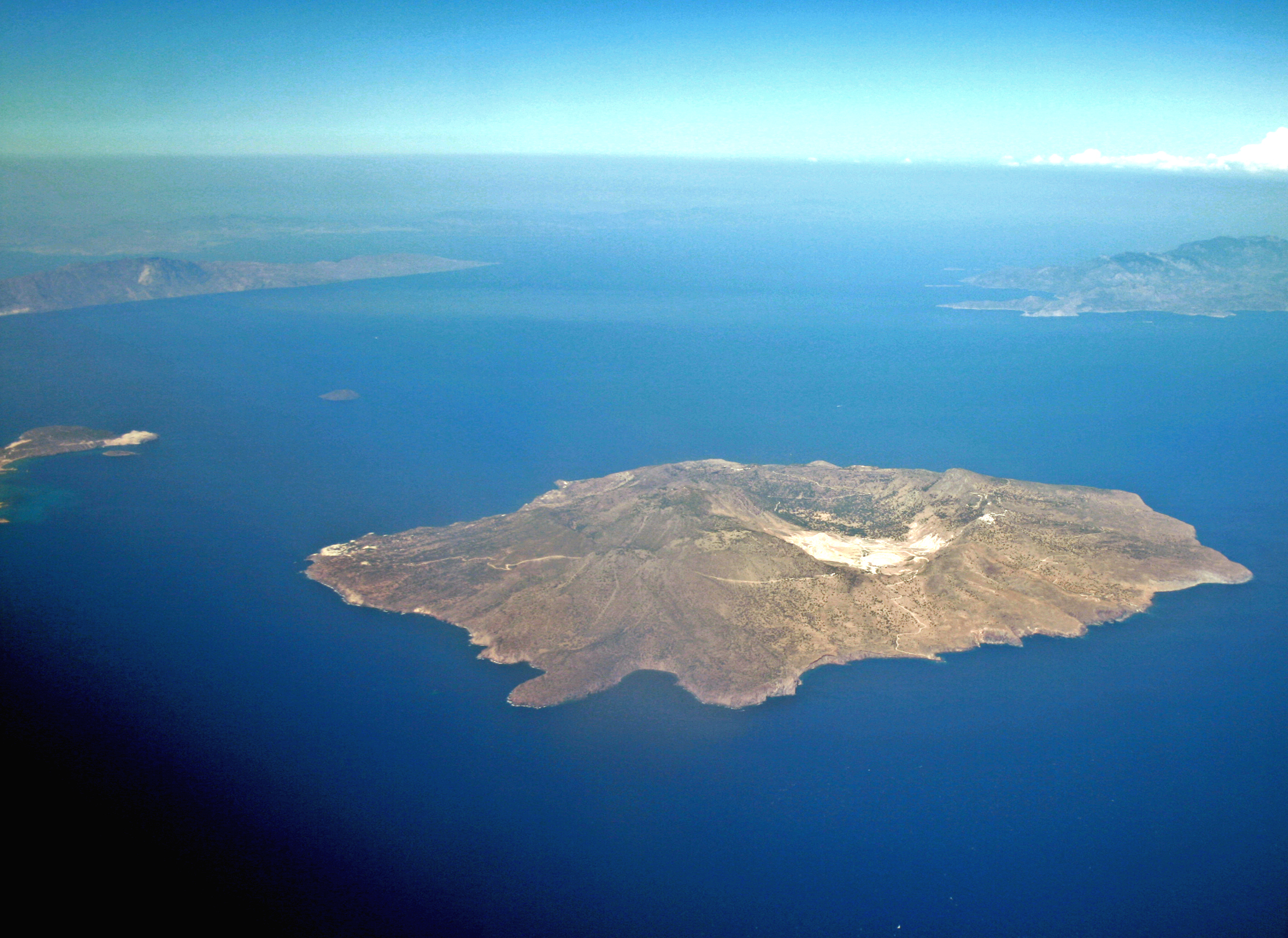
Vista aèria de Níssiros

Níssiros o Nisiros (en grec: Νίσυρος) és una illa grega que pertany al grup del Dodecanès. Té una superfície de 41 km² i una població d'uns 1.000 habitants.
Es tracta d'una illa volcànica, de forma circular i amb un gran cràter al centre. No obstant això, es coneixen poques erupcions en època històrica, i totes de poca intensitat.

## Geografia
La capital de l'illa, Mandraki (Μανδράκι), és situada a la costa nord, i alberga un petit port que connecta amb les illes veïnes. A l'est, la petita localitat de Pali (Πάλοι) té un petit port esportiu. D'allà surt la carretera que connecta amb la vila d'Emboriós (Εμπορειός), situada a la carena del volcà i amb grans vistes sobre el cràter. A l'altra banda de l'illa, i unida amb Emboriós per una carretera, hi ha la vila de Nikia (Νικία), situada, com Emboriós, damunt el volcà.
Níssiros està envoltada de petits illots (deshabitats), que formen part del terme municipal. La més gran i important és Guialí, que és explotada per una gran empresa per a l'obtenció de pedra tosca. La resta d'illes i illots de Níssiros són Strongilí (Στρογγυλή), Àgios Andónios (Άγιος Αντώνιος, 'Sant Antoni'), Pergussa (Περγούσσα), Pakhià (Παχειά) i Kandeliussa (Κανδελιούσσα).

### Volcà
L'illa de Níssiros està formada per la punta d'un estratovolcà submergit, format fa 150.000 anys. Per aquest motiu, té forma circular, amb una gran caldera volcànica de quatre quilòmetres. Actualment, es considera que el volcà roman actiu, però sense erupcions importants; els terratrèmols, això sí, són freqüents, i al cràter s'observen fumaroles, a més d'haver-hi diverses aigües termals al llarg de tota l'illa.
No es coneixen grans erupcions en època històrica. La darrera activitat va ser una explosió hidrotèrmica el 1888. Anteriorment, el 1873 i el 1871 també hi havia hagut dues erupcions que expel·liren material volcànic dins la zona de la caldera. Anteriorment, solament es coneix una altra erupció el 1422. La darrera gran erupció degué ocórrer fa uns 25.000 anys.

## Història

### Mitologia
El mite diu que l'illa va ser formada per Posidó, que va arrabassar un bocí de l'illa de Cos amb el seu trident i el va llançar al gegant Polibotes durant la Gegantomàquia. Per aquest motiu, les monedes batudes a l'illa portaven una imatge de Posidó, que, efectivament, era el déu al qual s'atribuïen els terratrèmols, i que era el déu més venerat a l'illa.
Segons els antics, els habitants originaris de Nisiros eren caris, i fou conquerida per Tèssal, fill d'Hèracles, qui l'hauria poblada de doris. Segons Homer, durant la Guerra de Troia era governada pels germans Fidip i Àntif, que dominaven també Cos, Càrpatos, Casos i les illes Calidnes, i que participaren del bando grec amb trenta naus.
Segons Plini el Vell, l'illa també rebé el nom de Pòrfiris, en referència a les seves roques de pòrfir.

### Antiguitat
A l'antiguitat, els habitants de Nisiros eren de raça dòria, i es deia que eren originaris d'Epidaure. Tota l'illa constituïa una sola polis, que sembla que depengué de Cos en diversos moments de la història.
Durant les guerres mèdiques, Nisiros, juntament amb Cos i Calimna, era governada per la reina Artemísia de Cària, filla del sàtrapa Lígdamis i feudatària de l'Imperi Persa. Derrotats els perses, les illes gregues recobraren la independència, i Nisiros es va alliberar del domini de Cos. Durant la Guerra del Peloponnès, fou aliada d'Atenes. Acabada la guerra, l'illa caigué sota domini espartà, però, després de la batalla de Cnidos, l'atenès Conó induí una revolta contra els espartans. Al llarg del segle iv aC, Nisiros fou independent de potències exteriors, però posteriorment va caure sota la influència dels Ptolemeus d'Egipte.
El centre urbà de la polis de Nisiros se situava a l'actual Paleokastro, situat dalt de la capital, Mandraki. Destaquen els grans murs de l'acròpoli fets de grans blocs de traquita negra, amb torres quadrades i portes. Atesa la geografia de l'illa, Nisiros no tenia cap port destacable. D'altra banda, els antics ja coneixien i explotaven les aigües termals de l'illa, que era coneguda també per la qualitat de les pedres per obtenir pedres de moldre i pel seu bon vi.

### Modernitat
Va dependre de l'Imperi Romà d'Orient fins que va ser ocupada pels turcmans cap a l'any 1300. Va passar als  cavallers de Rodes el 1310, que hi van construir un castell. Va estar en feu de diverses famílies fins que els otomans la van conquerir el 1522. El 1912 va passar a Itàlia. Al final de la II Guerra Mundial va passar a Grècia (1947).